# Lijst van voetbalinterlands Afghanistan - Qatar
Deze lijst van voetbalinterlands is een overzicht van alle officiële voetbalwedstrijden tussen de nationale teams van Afghanistan en Qatar. De landen speelden tot op heden negen keer tegen elkaar, te beginnen met een kwalificatiewedstrijd voor de Azië Cup 1976 op 6 april 1975 in Bagdad (Irak). Het laatste duel, een kwalificatiewedstrijd voor het Wereldkampioenschap voetbal 2026, werd gespeeld in Doha op 6 juni 2024.

## Wedstrijden
| № | Plaats    | Datum             | Competitie                 | Wedstrijd           | Uitslag |
| - | --------- | ----------------- | -------------------------- | ------------------- | ------- |
| 1 | Bagdad    | 6 april 1975      | Azië Cup 1976 kwalificatie | Qatar − Afghanistan | 2 − 1   |
| 2 | Bagdad    | 12 april 1975     | Azië Cup 1976 kwalificatie | Qatar − Afghanistan | 1 − 1   |
| 3 | Dhaka     | 11 januari 1979   | Azië Cup 1980 kwalificatie | Qatar − Afghanistan | 3 − 0   |
| 4 | Dhaka     | 15 januari 1979   | Azië Cup 1980 kwalificatie | Afghanistan − Qatar | 1 − 2   |
| 5 | Guangzhou | 10 september 1984 | Azië Cup 1984 kwalificatie | Qatar − Afghanistan | 8 − 0   |
| 6 | Doha      | 5 september 2019  | WK 2022 kwalificatie       | Qatar − Afghanistan | 6 − 0   |
| 7 | Doesjanbe | 19 november 2019  | WK 2022 kwalificatie       | Afghanistan − Qatar | 0 − 1   |
| 8 | Ar Rayyan | 16 november 2023  | WK 2026 kwalificatie       | Qatar − Afghanistan | 8 − 1   |
| 9 | Doha      | 6 juni 2024       | WK 2026 kwalificatie       | Afghanistan − Qatar | 0 − 0   |

## Samenvatting
| Competitie            | Totaal gespeeld | Winst Afghanistan | Gelijk | Winst Qatar | Doelsaldo Afghanistan – Qatar |
| --------------------- | --------------- | ----------------- | ------ | ----------- | ----------------------------- |
| WK-kwalificatie       | 4               | 0                 | 1      | 3           | 1 − 15                        |
| Azië Cup-kwalificatie | 5               | 0                 | 1      | 4           | 3 − 16                        |
| Totaal                | 9               | 0                 | 2      | 7           | 4 − 31                        |

Wedstrijden bepaald door strafschoppen worden, in lijn met de FIFA, als een gelijkspel gerekend.